# Parque de la Leyenda Vallenata
El Parque de la Leyenda Vallenata "Consuelo Araújo Noguera" es un conjunto arquitectónico diseñado por los arquitectos vallenatos Santander Beleño Pérez y Jaime Palmera Pineda, cuenta con una extensión de 23 hectáreas, ubicado al norte de la ciudad de Valledupar (Colombia), en la margen derecha del río Guatapurí. Está compuesto por un bosque de arbustos plantados en donde se halla la tarima 'Colacho Mendoza' del Coliseo Cacique Upar con una capacidad de 32.000 espectadores, la sede de la Academia de Música Vallenata, un lago artificial, un conjunto de senderos peatonales y un extenso parqueadero público.

## Historia
Ya a finales de los años 1990, la Plaza Alfonso López quedó pequeña dada la afluencia de visitantes locales, nacionales e internacionales por lo que fue necesaria la gestión de un escenario acorde con una de las fiestas folclóricas más importantes de Colombia.
La primera piedra para la construcción del parque se puso el día 6 de enero de 2000 día de la celebración de los 450 años de fundación de la ciudad, contó con la presencia del Presidente de la República Andrés Pastrana Arango y del expresidente Alfonso López Michelsen. La inauguración de la primera etapa del parque se realizó el 1 de agosto de 2003 en el homenaje de celebración del cumpleaños de "La Cacica" Consuelo Araújo Noguera, Ministra de la Cultura y promotora del Festival de la Leyenda Vallenata, asesinada en 2001 durante su secuestro por parte de las FARC y en cuya memoria se nombró el parque.
Desde el 24 de abril de 2004 en el parque se llevan a cabo los principales eventos del Festival de la Leyenda Vallenata. Antes de su construcción, las presentaciones del Festival se realizaban en la Tarima "Francisco El Hombre", ubicada en la Plaza Alfonso López de Valledupar.
En el parque se han realizado otros eventos como el concierto musical de Tony Meléndez el 17 de octubre de 2010, actos recreativos, ferias turísticas y comerciales como el Encuentro Nacional de Transporte Turístico, Escolar y Empresarial y el Encuentro Nacional de Directores de Núcleo de Desarrollo Educativo.....